# Sum 41
Sum 41 war eine Punkrockband, die sich am 31. Juli 1996 im kanadischen Ajax gründete und bisher mehr als 15 Millionen Alben weltweit verkaufte. Zuletzt bestand die Band aus Deryck Whibley (Gesang, Gitarre, Keyboard), Jason McCaslin (Bass), Tom Thacker (Gitarre, Keyboard), Dave Baksh (Gitarre) und Frank Zummo (Schlagzeug).
2001 gelang ihnen mit der Hitsingle Fat Lip sowie dem zugehörigen Album All Killer, No Filler der internationale Durchbruch, seitdem folgten sieben weitere Studioalben. Die Band gewann zwei Juno Awards und war 2012 für einen Grammy in der Kategorie Best Hardrock/Metal Performance nominiert. Nach einer Abschiedstournee löste die Band sich Ende Januar 2025 auf.

## Bandgeschichte

### Die Anfänge undHalf Hour of Power(1996–2000)
Sum 41 ist aus der von den beiden High-School-Schülern Deryck „Bizzy D“ Whibley und Grant McVittie im Jahr 1994 gegründeten Band Kaspir hervorgegangen, deren Sound sich zunächst stark an Bands wie Weezer und Nirvana orientierte. Steve „Stevo 32“ Jocz schloss sich Kaspir als Schlagzeuger an und ihr Sound lehnte sich mit der Zeit immer weiter an NOFX an, so dass die Band 41 Tage nach Sommerbeginn 1996 beschloss ihren Namen in Sum 41 zu ändern. Der inzwischen der Band beigetretene Jon Marshall übernahm die Rolle des Sängers, während Deryck Whibley Gitarre und Grant McVittie Bass spielten. Die Besetzung variierte in den ersten Jahren häufig und so wurde Grant McVittie frühzeitig durch Richard „Twitch“ Roy ersetzt. In dieser Konstellation spielten Sum 41 im Jahr 1997 ihre erste im Fernsehen übertragene Live-Performance bei Jonopalooza, einem Programmteil der kanadischen Talk-Show Jonovision. Dort lernte die Band Greig Nori, den Frontman der Band Treble Charger, kennen, der fortan als ihr Manager fungierte. Kurz nach dem Auftritt verließ Jon Marshall die Band und Deryck Whibley übernahm den Gesang, als neuer Gitarrist stieß Dave „Brownsound“ Baksh zu Sum 41. 
Die Band veröffentlichte 1998 ihr Demotape Rock Out with Your Cock Out und schickte es an diverse Plattenfirmen, konnte jedoch nicht deren Aufmerksamkeit gewinnen. Die ersten Lieder der Formation, die so oft wie möglich versuchte Konzerte zu spielen, waren noch sehr an Skate-Punk orientiert. Nach einem Autounfall wurde Richard Roy zunächst durch Mark Spicoluk ersetzt, bevor 1999 Jason „Cone“ McCaslin neuer Bassist der Band wurde. Als sie ihre in den vergangenen Jahren aufgenommenen Hobbyvideos, welche die Band bei Auftritten, Streichen und sonstigem zeigt, mit ihrer Musik unterlegten und veröffentlichten, entstand ein Bieterwettbewerb unter den Plattenfirmen, den letztlich das amerikanische Major-Label Island Records für sich entschied. Daraufhin ging die Band ins Studio und nahm ihre erste EP Half Hour of Power auf, die am 27. Juni 2000 veröffentlicht wurde. Die erste Single der Band, zu der es gleich zwei Videos gab, war Makes No Difference. Das eine Video war ein Zusammenschnitt aus einigen ihrer Hobbyvideos, im zweiten Clip spielten sie ihren Song auf einer Hausparty. Die EP erzielte Achtungserfolge und erreichte Goldstatus in Kanada, daher fing die Band schnell an, ihr erstes Album aufzunehmen.

### All Killer, No FillerundDoes This Look Infected?(2001–2003)
Der weltweite Durchbruch gelang Sum 41 2001 mit ihrem ersten Album All Killer, No Filler, das am 8. Mai 2001 veröffentlicht wurde und ein großer Erfolg war: Es wurde in Kanada, Großbritannien und den USA mit Platin ausgezeichnet. Fat Lip, die erste Singleauskopplung, wurde ebenfalls ein kommerzieller Erfolg und verschaffte der Band auf Anhieb einen enormen Bekanntheitsgrad. Die Single erreichte Platz 1 der US Billboard Hot Modern Rock Charts und hatte ein hohes Radio-Airplay. Nach Fat Lip wurden noch drei weitere Singles, In too Deep, Motivation und Handle This, ausgekoppelt, die ebenfalls erfolgreich waren.
Um das Album zu promoten und aufgrund der großen Nachfrage waren Sum 41 im Jahr 2001 sehr lange auf Tour: Sie spielten über 300 Konzerte, hatten zahlreiche Fernsehauftritte und eröffneten unter anderem eine Show von Blink-182.
Danach gingen sie wieder ins Studio, um ihr nächstes Album aufzunehmen.
Nach einigen Festival-Auftritten im Sommer, bei denen Sum 41 schon einige neue Songs vorstellte, erschien am 26. November 2002 das zweite Studioalbum Does This Look Infected?, das in Kanada mit Platin und in den USA mit Gold ausgezeichnet wurde. Es wurden die Singles Still Waiting, The Hell Song und Over My Head (Better off Dead) ausgekoppelt, die ebenfalls ein hohes Airplay im Radio erreichten.
Nach einer weiteren großen Tour veröffentlichte Sum 41 2003 die Live-DVD Sake Bombs and Happy Endings, auf der ein komplettes Konzert in Tokio enthalten ist. Außerdem war die Band 2003 auf Iggy Pops Album Skull Ring zu hören, da das Feature Little Know It All, das Iggy Pop zusammen mit Deryck geschrieben hat, die erste Singleauskopplung wurde.
Schließlich legten Sum 41 Ende 2003 eine kleine Pause ein, um ihr nächstes Album aufzunehmen.

### Chuckund die Demokratische Republik Kongo (2004–2006)

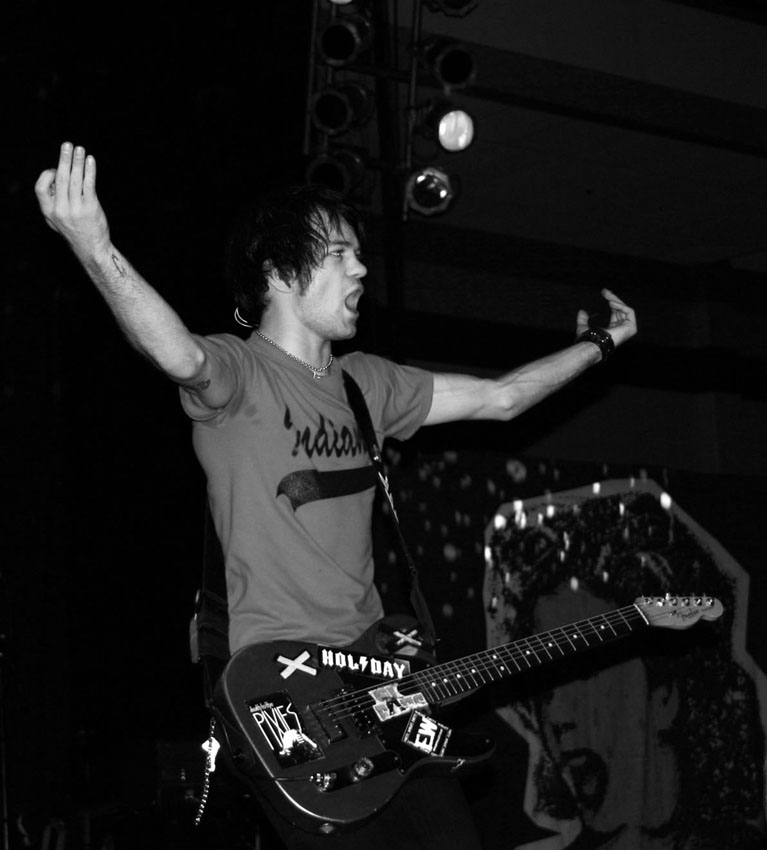
Sänger und Gitarrist Deryck Whibley.

Im Jahr 2004, als ihr nächstes Album schon so gut wie fertig war, reiste die Band in die Demokratische Republik Kongo, um dort im Auftrag der Friedensorganisation War Child eine Dokumentation über den seit 1998 herrschenden Bürgerkrieg und dessen Auswirkungen auf die Kinder zu drehen. Das Hotel der Gruppe geriet jedoch unter Beschuss zweier verfeindeter Volksgruppen, woraufhin die Band vom UNO-Mitarbeiter Chuck Pelletier vom Hotel ins Flugzeug eskortiert wurde. Nach diesen erschütternden Erlebnissen schrieb Deryck den Song We’re All to Blame, der bei allen so gut ankam, dass er noch zusätzlich für das neue Album aufgenommen und sogar als erste Single veröffentlicht wurde. Die Gruppe verarbeitet mit diesem Song ihren Ausflug und die daraus gewonnenen Erkenntnisse.
Um sich bei Chuck Pelletier dafür zu bedanken, dass er ihre Leben gerettet hatte, benannten Sum 41 ihr drittes Studioalbum nach ihm. Chuck wurde am 12. Oktober 2004 veröffentlicht und erreichte Platinstatus in Kanada sowie Goldstatus in den USA und Japan. Des Weiteren wurde es 2005 mit dem Juno Award in der Kategorie Rock Album of the year ausgezeichnet und wurde von Kritikern meist positiv bewertet. Die Singles We’re All to Blame, Pieces, Some Say und No Reason waren vor allem in Kanada sehr erfolgreich, wo Pieces sogar bis auf Platz 1 vorstoßen konnte und weltweit hohes Airplay erreichte.
Chuck schlug musikalisch eine andere Richtung ein, die sich bei den vorausgegangenen Alben schon angedeutet hatte: Die Songs waren ausgereifter und abwechslungsreicher, die Texte beschäftigten sich mit ernsteren Themen und die Musik beinhaltete vermehrt Einflüsse aus dem Metal-Genre. Zudem war mit Pieces die erste Ballade der Bandgeschichte auf dem Album enthalten. Mit der neuen Platte im Gepäck gingen Sum 41 2005 auf große Welttournee, die sie Go Chuck Yourself nannten und veröffentlichten am 7. März 2006 ein gleichnamiges Livealbum mit Mitschnitten der Tour. In Japan erschien das gleiche Album am 21. Dezember 2005 unter dem Namen Happy Live Surprise. Des Weiteren wurde am 29. November 2005 die DVD Rocked: Sum 41 in Congo veröffentlicht, die ihre im vergangenen Jahr gedrehte Dokumentation enthielt. Nach der Tour legten Sum 41 wieder eine Pause ein.

### Ausstieg von Dave Baksh undUnderclass Hero(2006–2008)

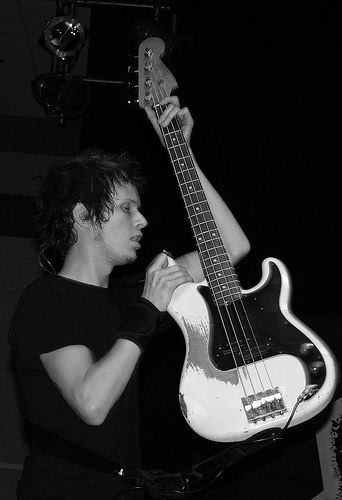
Bassist Jason „Cone“ McCaslin.

Am 11. Mai 2006 verließ Gitarrist Dave „Brownsound“ Baksh die Band, um sich seinem neuen Projekt Brown Brigade zu widmen, das sich eher an klassischem Metal orientiert. Dave nannte kreative Differenzen als Grund für seinen Ausstieg und sagte, dass er und die anderen weiterhin Freunde seien. Noch im gleichen Jahr trennte sich die Band von ihrem langjährigen Manager und Produzenten Greig Nori, des Weiteren heiratete Deryck im Sommer 2006 Avril Lavigne.
Als es für Sum 41 wieder an der Zeit war, ein neues Album aufzunehmen, war sich Sänger Deryck Whibley nicht sicher, ob es nach den Vorfällen der vergangenen Zeit noch eine Band gab. Die Platte sollte nur entstehen, wenn alle Mitglieder Lust darauf hätten. Da dies der Fall war, starteten die Aufnahmen und Deryck berichtete später, dass sie seit ihrem ersten Album nicht mehr so vereint gewesen seien. Sie ersetzten Dave Baksh nicht, sondern nahmen das Album zu dritt auf, Deryck fungierte dabei noch zusätzlich als Produzent. Schließlich erschien am 27. Juli 2007 das vierte Studioalbum Underclass Hero, aus dem neben dem Titelsong noch Walking Disaster und With Me als Singles hervorgingen. Noch vor Veröffentlichung des Albums war der Song March of the Dogs als Hörprobe auf iTunes verfügbar.
Die Texte der neuen Songs sind sehr persönlich, Sänger und Songwriter Deryck Whibley verarbeitete damit unter anderem Probleme, wie das Aufwachsen ohne Vater und den Ausstieg von Dave Baksh. Musikalisch orientieren sich die Songs wieder eher an den Anfangsjahren der Band in Richtung Pop/Punk. Underclass Hero wurde in Kanada und Japan mit Gold ausgezeichnet, wo es außerdem Platz 1 in den Charts erreichte. Des Weiteren gelang dem Album der Sprung auf die Spitzenposition der US-Rock Charts.
Seit ihrer Tour zum Album im Jahr 2007 werden Sum 41 von Thomas „Brown Tom“ Thacker (Gitarre, Gesang) verstärkt, der Gründungsmitglied der Band Gob ist und Dave Baksh bei Liveauftritten ersetzt. Entgegen ersten Aussagen, dass er nicht bei Pressefotos oder bei Fernsehauftritten zu sehen sein würde, sondern lediglich bei Konzerten, ist er seit Mitte 2009 ein vollwertiges Bandmitglied und wirkt auch bei den kreativen Prozessen mit.
Während der besagten Tournee erlitt Deryck Whibley bei einem Konzert Ende 2007 einen Bandscheibenvorfall, woraufhin die Band viele Konzerte absagen musste, die jedoch 2008 nachgeholt wurden. Bei einem Konzert am 27. März 2008 in Toronto trat beim traditionell letzten Lied Pain for Pleasure Dave Baksh auf die Bühne und spielte den letzten Akkord mit. Da es danach viele Gerüchte gab, stellte Deryck in einem Interview klar, dass Dave Baksh nicht zur Band zurückkehren werde.
Im Juli 2008 begann die Band nach einer kurzen Pause neue Songs zu schreiben.

### Greatest Hits undScreaming Bloody Murder(2008–2012)
Am 26. November 2008 veröffentlichte Sum 41 in Japan ein Best-of-Album, das den Titel 8 Years of Blood, Sake and Tears trägt. Es enthält alle Singles aus den Jahren 2000 bis 2008, die dazugehörigen Videos, einen neuen Song namens Always und eine neu aufgenommene Version von Makes No Difference. Auf Wunsch vieler Fans erschien das Album am 17. März 2009 auch weltweit unter dem Namen Sum 41 – All the Good Shit und wurde mit neuem Artwork versehen.
Ende 2008 gab es eine Pressemitteilung, aus der hervorging, dass Universal Music aufgrund des Erfolges von Underclass Hero, von dem weltweit über eine Million Exemplare abgesetzt werden konnten, die Vertragsoption für eine neue Sum 41 EP im Jahr 2009 zieht. Frontmann und Songschreiber Deryck verkündete über die offizielle Website sowie über MySpace, dass sie sehr viel neue Musik haben, weswegen aus der EP nun ein neues Album werden soll.
Obwohl die Aufnahmen für das neue Album bereits im Juni 2010 abgeschlossen waren, verzögerte sich die Veröffentlichung der LP aufgrund des Labels bis zum Frühjahr 2011. In der Zwischenzeit spielten Sum 41 bereits viele Konzerte, unter anderem die komplette Vans Warped Tour in den USA und Kanada. Die im Sommer 2010 geplanten Auftritte bei Rock am Ring und Rock im Park konnte die Gruppe aufgrund eines Autounfalls von Drummer Steve jedoch nicht absolvieren, als Ersatz für die ausgefallenen Festivalauftritte kamen Sum 41 im Herbst des Jahres für einige Konzerte nach Europa und spielten außerdem als Headliner auf der Eastpak Antidote Tour, die sie ebenfalls mehrfach durch Deutschland führte.
Am 6. Juli 2010 tauchte ein neuer Song mit dem Namen Skumfuk auf YouTube auf, der jedoch noch nicht fertig gemischt war und auch nicht von der Band oder ihrer Plattenfirma, sondern anscheinend von Dritten online gestellt wurde. Es wurde jedoch bestätigt, dass der Song auf dem neuen Album sein wird. Kurz darauf veröffentlichte die Band den Song mit einem Video der Highlights von aktuellen Konzerten nochmals selbst auf Youtube.
Am 25. März 2011 erschien dann das neue Album Screaming Bloody Murder, das musikalisch wieder einen härteren Ton anschlägt und auch textlich sehr ernst ist, indem es sich unter anderem mit Themen wie der Trennung von Deryck und Avril, die Ende 2009 vorausgegangen war, auseinandersetzt. Aus dem Album wurden die Singles Screaming Bloody Murder, Baby You Don’t Wanna Know und Blood in My Eyes, das mit einem neun-minütigen Video ausgestattet wurde, ausgekoppelt. Außerdem wurde am 9. August 2011 über iTunes ein Livealbum mit dem Titel Live at the House of Blues, Cleveland 9.15.07 veröffentlicht, das bereits 4 Jahre vorher aufgezeichnet wurde. Dies stellte zugleich die letzte vertraglich ausstehende Veröffentlichung der Band unter ihrem damaligen Label dar. Nach der Veröffentlichung verließ Sum 41 die Universal Group und stand daraufhin eine Zeit lang bei keinem Label unter Vertrag. Des Weiteren wurde die Band im Jahr 2012 erstmals für einen Grammy nominiert: Sie traten mit ihrem Song Blood in My Eyes in der Kategorie Best Hardrock/Metal Performance an, konnten den begehrten Preis jedoch nicht gewinnen.
Vor dem Auftritt beim Festival Summer Sonic am 7. und 8. August 2010 in Japan wurde Deryck von drei unbekannten Personen attackiert und musste ins Krankenhaus. Dabei trat der Bandscheibenvorfall, der bereits Ende 2007 diagnostiziert wurde, erneut auf. Entgegen den Empfehlungen der Ärzte entschied sich Deryck, trotzdem auf dem Festival zu spielen. Die Verletzung schien jedoch ernster zu sein als zunächst angenommen, wodurch die Band, die trotz der Verletzung bis Mitte 2011 weitere Konzerte spielte, gezwungen war alle weiteren geplanten Gigs im Rahmen der Screaming Bloody Murder Tour von Sommer 2011 bis Frühjahr 2012 abzusagen. Danach nahmen sie ihre Tournee wieder auf, holten die abgesagten Konzert nach und spielten außerdem am Ende des Jahres einige Shows anlässlich des 10-jährigen Jubiläums ihres zweiten Albums Does This Look Infected?.

### Ausstieg von Steve Jocz, Rückkehr von Dave Baksh und13 Voices(2013–2016)

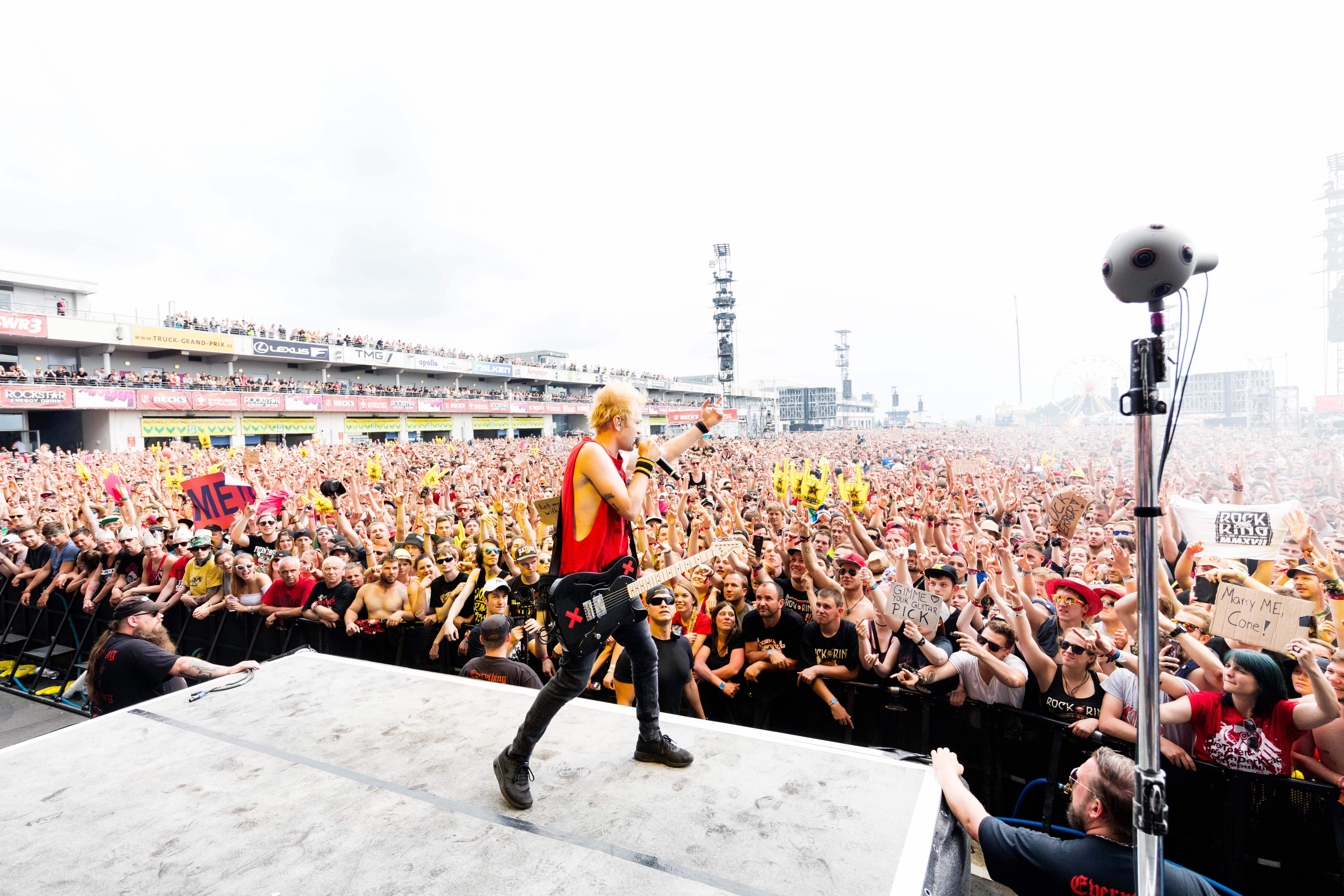
Sum 41 bei Rock am Ring 2017

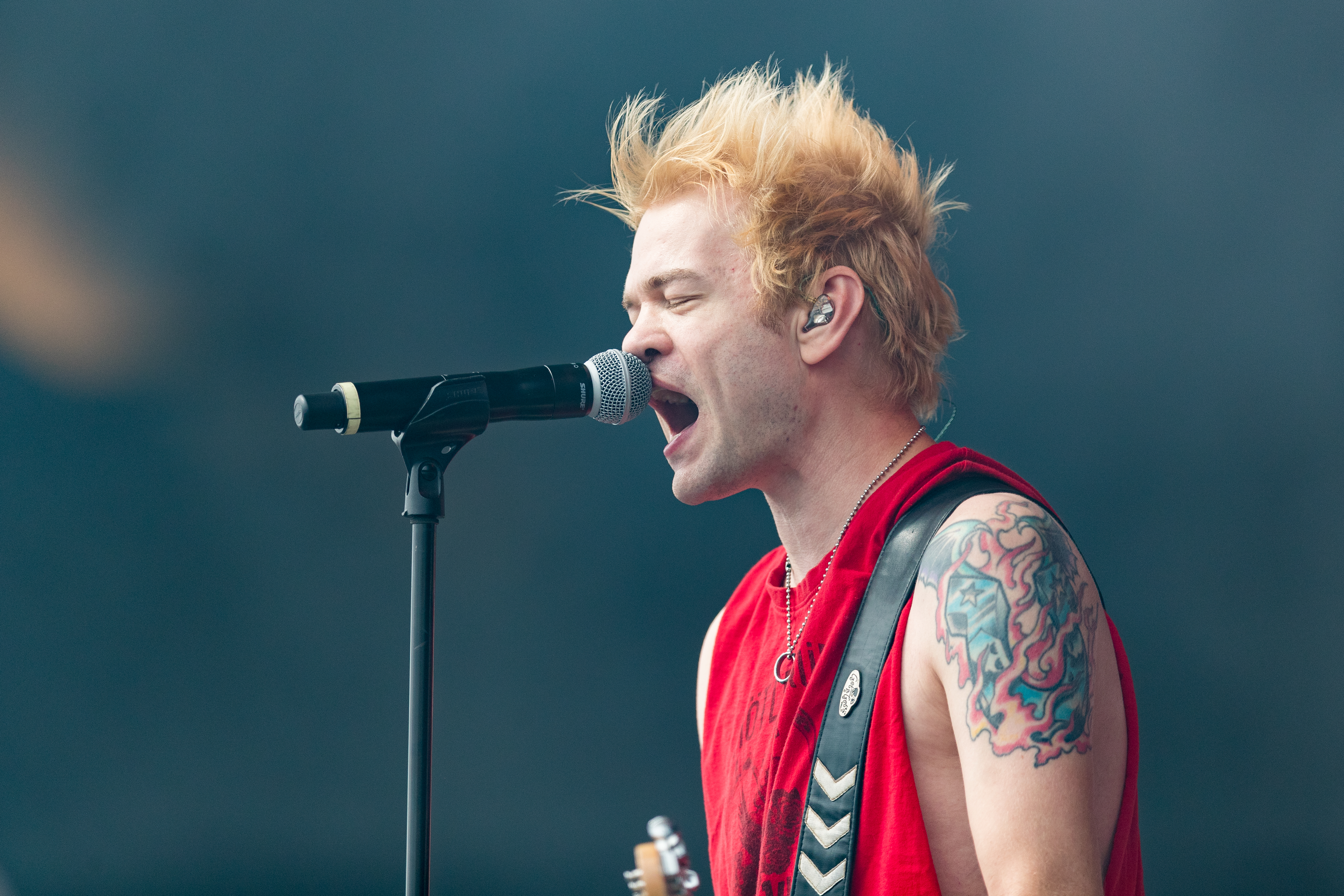
Deryck Whibley von Sum 41 bei Rock am Ring 2017

2013 waren Sum 41 bis Mitte April gemeinsam mit der befreundeten Band Billy Talent auf Tournee in Kanada, sie mussten diese jedoch fünf Konzerte vor ihrem Ende vorzeitig verlassen, da Sänger Deryck Whibley erneut Probleme mit seinem Rücken hatte und es daher für ihn nicht möglich war die Tour zu beenden. Whibley verkündete, die Band werde noch im Jahr 2013 anfangen, Songs für ein neues Album zu schreiben.
Am 18. April 2013 gab Steve Jocz über Facebook und Twitter bekannt, dass er die Band verlasse. Im Mai 2014 wurde Deryck Whibley mit Leber- und Nierenversagen in ein Krankenhaus eingewiesen, Schuld war sein außer Kontrolle geratener Alkoholismus. Erst ein Jahr später, nach erfolgreichem Entzug, begannen die Arbeiten am neuen Album für Sum 41. Beim Auftritt der Band bei den Alternative Press Music Awards (nach einer Aufwärmshow ein paar Tage zuvor erst das zweite Konzert seit 2013) wirkte Frank Zummo als neuer Schlagzeuger mit. Am 20. August 2015 gab Sum 41 über Facebook bekannt, dass Dave Baksh wieder zur Band gehöre, nachdem er sich zuvor bei den APMAs überraschend der Band auf der Bühne anschloss. Im Jahr 2016 spielte die Band erneut auf der Warped Tour.
Am 11. Mai 2016 gaben Sum 41 bekannt, dass das folgende Album über Hopeless Records veröffentlicht wird. Die Produktion wurde zuvor jedoch durch Crowdfunding auf der Plattform PledgeMusic ermöglicht, da die Band nach der Veröffentlichung von Screaming Bloody Murder ohne gültigen Vertrag und damit ohne ein unterstützendes Label war. Das neue Album 13 Voices wurde für den 7. Oktober 2016 angekündigt. Als erster Song von 13 Voices wurde Fake My Own Death am 29. Juni veröffentlicht. Noch vor Veröffentlichung des Albums wurde War, das hauptsächlich von Whibleys Alkoholsuchtbewältigung handelt, am 25. August als erste Single ausgekoppelt. Ebenfalls noch vor Veröffentlichung des Albums wurde am 28. September ein weiterer Song aus dem neuen Album mit dem Titel God Save Us All (Death to POP) veröffentlicht. Anders als der von Sänger Deryck Whibley im einleitenden Kommentar des Musikvideos (welches im Gegensatz zu den Videos von Fake My Own Death und War aus einer Bildmontage von aktuellen Liveauftritten der Band besteht) es vermuten lässt, handelt es sich bei dem Song nicht um eine Denunziation der Pop- und Glorifizierung der Rockmusik, sondern erneut um die Verarbeitung von Whibleys überstandener Alkoholsucht. Hierauf deutet auch die Großschreibung von POP im Titel des Songs hin, welches sich auf das Geräusch einer öffnenden Flasche bezieht.
Im deutschsprachigen Raum traten Sum 41 über die Festivalsaison 2016 unter anderem auf dem Open Air Gampel, Rocco del Schlacko, Highfield-Festival und Chiemsee Summer auf. Der Auftritt auf dem Chiemsee Summer wurde von BR Pulse und EinsFestival mitgeschnitten und live gesendet, der Auftritt auf dem Highfield-Festival vom 19. August 2016 wurde nachträglich am 3. Oktober 2016 in der WDR-Sendung Rockpalast ausgestrahlt.

### Order in Decline,Heaven :X: Hellund Auflösung (2019–2025)
Am 22. April 2019 gab die Band über Twitter bekannt, dass sie mit neuer Musik zurückkehren werden. Am 24. April veröffentlichten sie die Single Out For Blood im Label Hopeless Records. Am selben Tag kündigte die Band ihr siebtes Studioalbum Order in Decline an, das am 19. Juli 2019 veröffentlicht wurde. Die zweite Single des Albums – A Death in the Family – wurde am 10. Juni 2019 online veröffentlicht, noch bevor sie offiziell als Single am folgenden Tag zusammen mit dem Musikvideo veröffentlicht wurde. Am 18. Juni 2019 wurde Never There als dritte Single zusammen mit ihrem Video veröffentlicht. Am 8. Juli 2019 veröffentlichte die Band 45 (A Matter of Time) als vierte Single zusammen mit ihrem Video.
Am 8. Mai 2023 kündigten die Musiker die Veröffentlichung eines neuen Albums, eine Welttournee und die Auflösung der Gruppe an. Ihr letztes Album Heaven :X: Hell wurde am 29. März 2024 über Rise Records veröffentlicht. Mit der zugehörigen Lead-Single Landmines konnten sich Sum 41 erstmals seit 2001 wieder auf Platz 1 der amerikanischen Billboard Alternative Airplay Charts (ehemals Hot Modern Rock Tracks) platzieren. Damit hält die Band den Rekord für die größte Zeitspanne zwischen zwei Nummer-eins-Hits in diesen Charts. Der Song erreichte zudem Platz 1 der Canada Rock-Charts. Das letzte reguläre Konzert fand am 30. Januar 2025 in Toronto statt. Ihren letzten Auftritt hatten Sum 41 bei der Einführung in die Canadian Music Hall Of Fame bei den Juno Awards 2025.

## Stil
Der kommerzielle Durchbruch von Sum 41 mit dem Album All Killer, No Filler im Jahr 2001 erfolgte kurz nachdem die Pop-Punk-Band Blink-182 weltweite Erfolge feierte. Aufgrund des ähnlichen Musikstils (und eines ähnlichen Humors, der sich bei Sum 41 jedoch mehr auf Musik- und Tourvideos, als auf Songtexte konzentrierte), gelten auch Sum 41 als eine der wichtigsten Pop-Punk-Bands des frühen 21. Jahrhunderts. Gleichzeitig offenbarte die Musik der Band jedoch auch Einflüsse aus zwei sehr gegensätzlichen Genres: Rap und Heavy Metal.
Auf frühen Alben finden sich Stücke, in denen Strophen von drei Bandmitgliedern – neben Sänger Whibley auch Dave Baksh und vor allem Steve Jocz – gerappt werden. Beispiele hierfür sind Thanks For Nothing, What We’re All About (dessen Gitarrensolo in der Version für den Soundtrack des Films Spider-Man wiederum von Kerry King, Gitarrist der Thrash-Metal-Band Slayer, eingespielt wurde) und der wahrscheinlich bekannteste Song der Band, Fat Lip (welcher wiederum die Zeilen „Heavy Metal and mullets is how we were raised/Maiden and Priest were the gods that we praised“ beinhaltet).
Metaleinflüsse auf frühen Alben der Band finden sich in einigen Instrumentalstücken auf der Debüt-EP Half Hour of Power sowie in den Songs Mr. Amsterdam und Pain for Pleasure. Letzterer parodiert vor allem den Heavy Metal der 1980er Jahre. Mitte der 2000er Jahre waren Sum 41 zudem gelegentlich in einer gleichnamigen Alter-Ego-Band aktiv, welche diese Parodie ausbaut. Das dritte Album der Band, Chuck, enthält erstmals nahezu gleichwertig musikalische Einflüsse aus Metal und Punk. Der Metal-Einfluss wird gemeinhin zum größten Teil Gitarrist Dave Baksh zugeschrieben. Nach seinem zeitweiligen Ausstieg aus Sum 41 spielte er in der von ihm geleiteten Band Brown Brigade, welche maßgeblich von der New Wave of British Heavy Metal beeinflusst war und auch das erste Sum-41-Album ohne seine Beteiligung, Underclass Hero, verzichtet nahezu komplett auf Metal-Elemente.

## Diskografie
Studioalben

| Jahr | Titel Musiklabel                              | Höchstplatzierung, Gesamtwochen, AuszeichnungChartplatzierungen (Jahr, Titel, Musiklabel, Platzierungen, Wochen, Auszeichnungen, Anmerkungen) | Höchstplatzierung, Gesamtwochen, AuszeichnungChartplatzierungen (Jahr, Titel, Musiklabel, Platzierungen, Wochen, Auszeichnungen, Anmerkungen) | Höchstplatzierung, Gesamtwochen, AuszeichnungChartplatzierungen (Jahr, Titel, Musiklabel, Platzierungen, Wochen, Auszeichnungen, Anmerkungen) | Höchstplatzierung, Gesamtwochen, AuszeichnungChartplatzierungen (Jahr, Titel, Musiklabel, Platzierungen, Wochen, Auszeichnungen, Anmerkungen) | Höchstplatzierung, Gesamtwochen, AuszeichnungChartplatzierungen (Jahr, Titel, Musiklabel, Platzierungen, Wochen, Auszeichnungen, Anmerkungen) | Höchstplatzierung, Gesamtwochen, AuszeichnungChartplatzierungen (Jahr, Titel, Musiklabel, Platzierungen, Wochen, Auszeichnungen, Anmerkungen) | Anmerkungen                                                   |
| Jahr | Titel Musiklabel                              | DE | AT | CH | UK | US | CA | Anmerkungen                                                   |
| ---- | --------------------------------------------- | --- | --- | --- | --- | --- | --- | ------------------------------------------------------------- |
| 2001 | All Killer No Filler Island Records (UMG)     | DE29 (16 Wo.)DE | AT19 (16 Wo.)AT | CH39 (30 Wo.)CH | UK7 ×2Doppelplatin · (46 Wo.)UK | US13 Platin · (49 Wo.)US | CA9 ×3Dreifachplatin · (2 Wo.)CA | Erstveröffentlichung: 8. Mai 2001 Verkäufe: + 2.035.000       |
| 2002 | Does This Look Infected? Island Records (UMG) | DE58 (9 Wo.)DE | AT49 (10 Wo.)AT | CH17 Gold · (17 Wo.)CH | UK39 Gold · (9 Wo.)UK | US32 Gold · (27 Wo.)US | CA8 Platin · (2 Wo.)CA | Erstveröffentlichung: 25. November 2002 Verkäufe: + 1.020.000 |
| 2004 | Chuck Island Records (UMG)                    | DE32 (2 Wo.)DE | AT35 (4 Wo.)AT | CH14 (6 Wo.)CH | UK59 Silber · (1 Wo.)UK | US10 Gold · (26 Wo.)US | CA2 ×2Doppelplatin · (3 Wo.)CA | Erstveröffentlichung: 4. Oktober 2004 Verkäufe: + 860.000     |
| 2007 | Underclass Hero Island Records (UMG)          | DE10 (6 Wo.)DE | AT8 (9 Wo.)AT | CH9 (9 Wo.)CH | UK46 (3 Wo.)UK | US7 (9 Wo.)US | CA1 Gold · (2 Wo.)CA | Erstveröffentlichung: 18. Juli 2007 Verkäufe: + 150.000       |
| 2011 | Screaming Bloody Murder Island Records (UMG)  | DE23 (5 Wo.)DE | AT23 (3 Wo.)AT | CH21 (5 Wo.)CH | UK66 (1 Wo.)UK | US31 (2 Wo.)US | CA9 (1 Wo.)CA | Erstveröffentlichung: 25. März 2011                           |
| 2016 | 13 Voices Hopeless Records (Soulfood)         | DE9 (2 Wo.)DE | AT13 (2 Wo.)AT | CH14 (3 Wo.)CH | UK16 (2 Wo.)UK | US22 (1 Wo.)US | CA6 (3 Wo.)CA | Erstveröffentlichung: 7. Oktober 2016                         |
| 2019 | Order in Decline Hopeless Records (Soulfood)  | DE9 (3 Wo.)DE | AT11 (3 Wo.)AT | CH7 (4 Wo.)CH | UK29 (1 Wo.)UK | US60 (1 Wo.)US | CA13 (1 Wo.)CA | Erstveröffentlichung: 19. Juli 2019                           |
| 2024 | Heaven :X: Hell Hopeless Records (Soulfood)   | DE4 (2 Wo.)DE | AT3 (3 Wo.)AT | CH3 (2 Wo.)CH | UK26 (1 Wo.)UK | US108 (1 Wo.)US | — | Erstveröffentlichung: 29. März 2024                           |

## Sonstiges
- All Killer No Filler ist mit über 3,5 Mio. verkauften Exemplaren weltweit das meistverkaufte Sum-41-Album bis heute.
- Im 2001 erschienenen Film American Pie 2 sind die Lieder In Too Deep und Fat Lip zu hören, ersteres ist allerdings nicht Teil des veröffentlichten Soundtracks.
- What We’re All About (The Original Version) war auf dem Spider-Man-Soundtrack enthalten
- Im 2003 erschienenen Film American Pie 3 – The Wedding ist The Hell Song Bestandteil des Soundtracks.
- 2003 hatte Deryck Whibley mehrere Dates mit Paris Hilton. Anfang 2004 kam er mit der kanadischen Sängerin Avril Lavigne zusammen, verlobte sich am 27. Juni 2005 mit ihr und heiratete sie schließlich am 15. Juli 2006 in Kalifornien. Im September 2009 bestätigten beide offiziell die Trennung.
- Das Lied We’re All to Blame wurde im 2004 erschienenen Film Godzilla: Final Wars verwendet, als Godzilla gegen Roland Emmerichs „Zilla“ gekämpft hat.
- Sum 41 hatten in dem 2005 erschienenen Film Dirty Love einen Gastauftritt und spielten ihren Song No Reason. Außerdem bekamen Deryck und Steve kleine Gastrollen im Film.
- Im 2005 erschienenen Film Fantastic Four kam das Lied Noots vor.
- Die Band spielte im Intro des Survival-Horror-Spiels ObsCure für die Playstation 2.
- Im 2011 erschienenen Film Green Lantern ist das Lied Baby You Don’t Wanna Know zu hören.
- In der siebten Folge der ersten Staffel von Gossip Girl ist das Lied With me zu hören

## Auszeichnungen
| Jahr | Award                                           | Nominiert mit            | Auswertung |
| ---- | ----------------------------------------------- | ------------------------ | ---------- |
| 2001 | Juno Awards: Best New Group                     | –                        | Nominiert  |
| 2002 | Juno Awards: Best Group                         | –                        | Nominiert  |
| 2002 | Juno Awards: Best Album                         | All Killer No Filler     | Nominiert  |
| 2002 | Juno Awards: Best Rock Album                    | All Killer No Filler     | Nominiert  |
| 2003 | Kerrang! Award: Best Live Act                   | –                        | Nominiert  |
| 2003 | Juno Awards: Group of the Year                  | –                        | Sieg       |
| 2004 | Woodie Award                                    | –                        | Sieg       |
| 2004 | Juno Awards: Rock Album of the Year             | Does This Look Infected? | Nominiert  |
| 2005 | Juno Awards: Rock Album of the Year             | Chuck                    | Sieg       |
| 2005 | Juno Awards: Group of the Year                  | –                        | Nominiert  |
| 2008 | Juno Awards: Rock Album of the Year             | Underclass Hero          | Nominiert  |
| 2012 | Grammy Awards: Best Hard Rock/Metal Performance | Blood In My Eyes         | Nominiert  |